# Palmiro Togliatti
Palmiro Togliatti [palmíro toljáti] (kominternsko ime Ercoli [érkoli]) italijanski politik, * 26. marec 1893, Genova, † 21. avgust 1964, Jalta, Sovjetska zveza.
Togliatti je bil generalni sekretar Italijanske komunistične partije med letoma 1927 in 1964. Po njem se imenuje rusko mesto Toljati (Togliatti), kjer so izdelovali Žigulije, sovjetsko verzijo Fiata 124. Umrl je zaradi možganske krvavitve.
Togliatti velja za teoretika italijanske poti v socializem. Zaradi tega se Antonio Gramsci pogosto ni popolnoma strinjal z njim.